# Senat von New Jersey

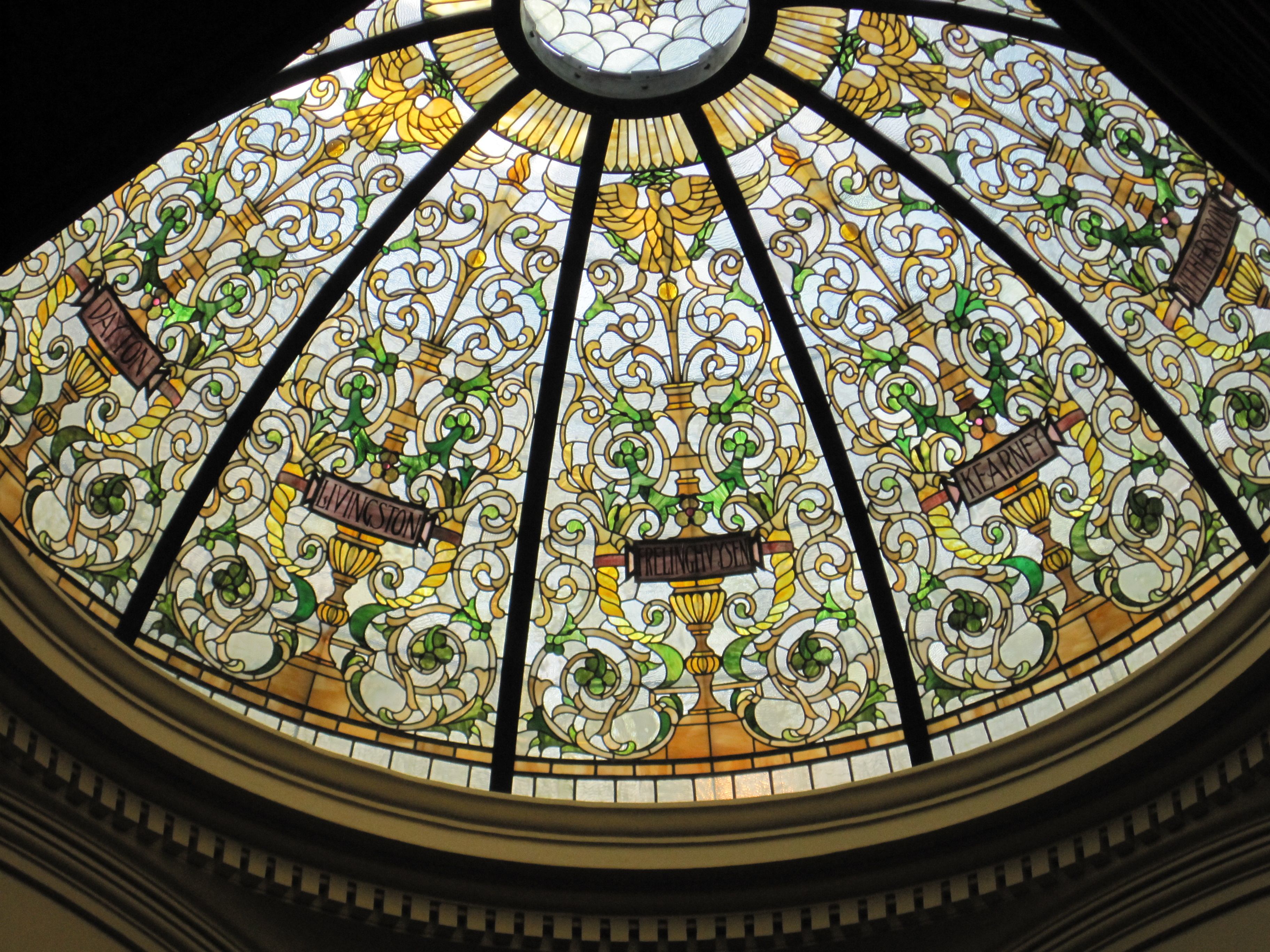
Kuppeldach im Sitzungssaal des Senats von New Jersey

Der Senat von New Jersey (New Jersey State Senate) ist das Oberhaus der New Jersey Legislature, der Legislative des US-Bundesstaates New Jersey.
Die Parlamentskammer setzt sich aus 40 Senatoren zusammen, die jeweils einen Wahldistrikt repräsentieren. Jede dieser festgelegten Einheiten umfasst eine Zahl von durchschnittlich 210.359 Einwohnern (Stand 2000). Die Senatoren werden jeweils in einem „2-4-4“ Zyklus gewählt, der eingeführt wurde, um auf die Veränderungen der Distriktsgrenzen zu reagieren. Die Grundlage dafür sind die jeweils ermittelten Zahlen des United States Census, die im Abstand einer Dekade (10 Jahre) ermittelt werden und die tatsächliche Bevölkerungsentwicklung in den Distrikten aufzeigen. Gäbe es diesen Zyklus nicht, würde es zu keiner verhältnismäßig gerechten Vertretung kommen, da man schlechthin mit veralteten Zahlen arbeiten würde. Mit einer variierenden Amtszeit sind die Distriktgrenzen nur noch zwei Jahre alt. Die Senatswahlen finden in jedem Jahr statt, das mit einer „1“, „3“ oder „7“ (z. B. 2021, 2023 und 2027 in dieser Dekade) endet.
Der Sitzungssaal des Senats befindet sich gemeinsam mit der Assembly im New Jersey State House in der Hauptstadt Trenton.
Innerhalb einer Amtsperiode kann es nur zu einer neuen Sitzvergabe kommen, wenn ein frei gewordener Abgeordnetensitze durch ein „County Committee“ oder Parteiausschüsse zu füllen ist. Bei der nachfolgenden Parlamentswahl ist der betroffene Sitz mit auf dem Stimmzettel, es sei denn, dass diese offene Stelle erst 51 Tage vor der Wahl auftritt. Dann steht die Ernennung bis zu der nächsten Parlamentswahl.

## Zusammensetzung der Kammer
| Partei   | Partei                 | Abgeordnete |
| -------- | ---------------------- | ----------- |
|          | Demokratische Partei   | 24          |
|          | Republikanische Partei | 16          |
| Summe    | Summe                  | 40          |
| Mehrheit | Mehrheit               | 8           |

### Wichtige Senatsmitglieder
| Position                            | Name               | Partei       |
| ----------------------------------- | ------------------ | ------------ |
| Senatspräsident                     | Stephen M. Sweeney | Demokrat     |
| Präsident Pro Tempore               | Nia Gill           | Demokrat     |
| Mehrheitsführer / Majority Leader   | Barbara Buono      | Demokrat     |
| Oppositionsführer / Minority Leader | Thomas Kean        | Republikaner |